# Siegfried Fischer (Diplomat)
Siegfried Fischer (* 8. September 1934 in Wintersdorf, Kreis Altenburg) ist ein ehemaliger DDR-Diplomat.

## Leben
Fischer studierte an der Hochschule für Ökonomie in Berlin-Karlshorst und ist Diplomwirtschaftler. Ab 1963 war er im Außenhandel der DDR tätig, u. a. in den Außenhandelsunternehmen Industrieanlagen-Import und Invest-Export. Von 1973 bis 1979 war er Handelsrat des Ministeriums für innerdeutschen und Außenhandel bei der Vertretung für Außenhandel in Tokio, von 1973 bis 1974 war er nach der Aufnahme diplomatischer Beziehungen zwischen der DDR und Japan am 15. Mai 1973 Geschäftsträger in Japan.
Fischer war als Nachfolger von Friedrich Wonsack vom 1. Januar 1981 bis November 1990 Generaldirektor des Leipziger Messeamtes. Am 22. Februar 1981 wurde er zudem Mitglied der SED-Bezirksleitung Leipzig. Er erhielt 1977 den Vaterländischen Verdienstorden in Bronze.